# Schloss Vischel

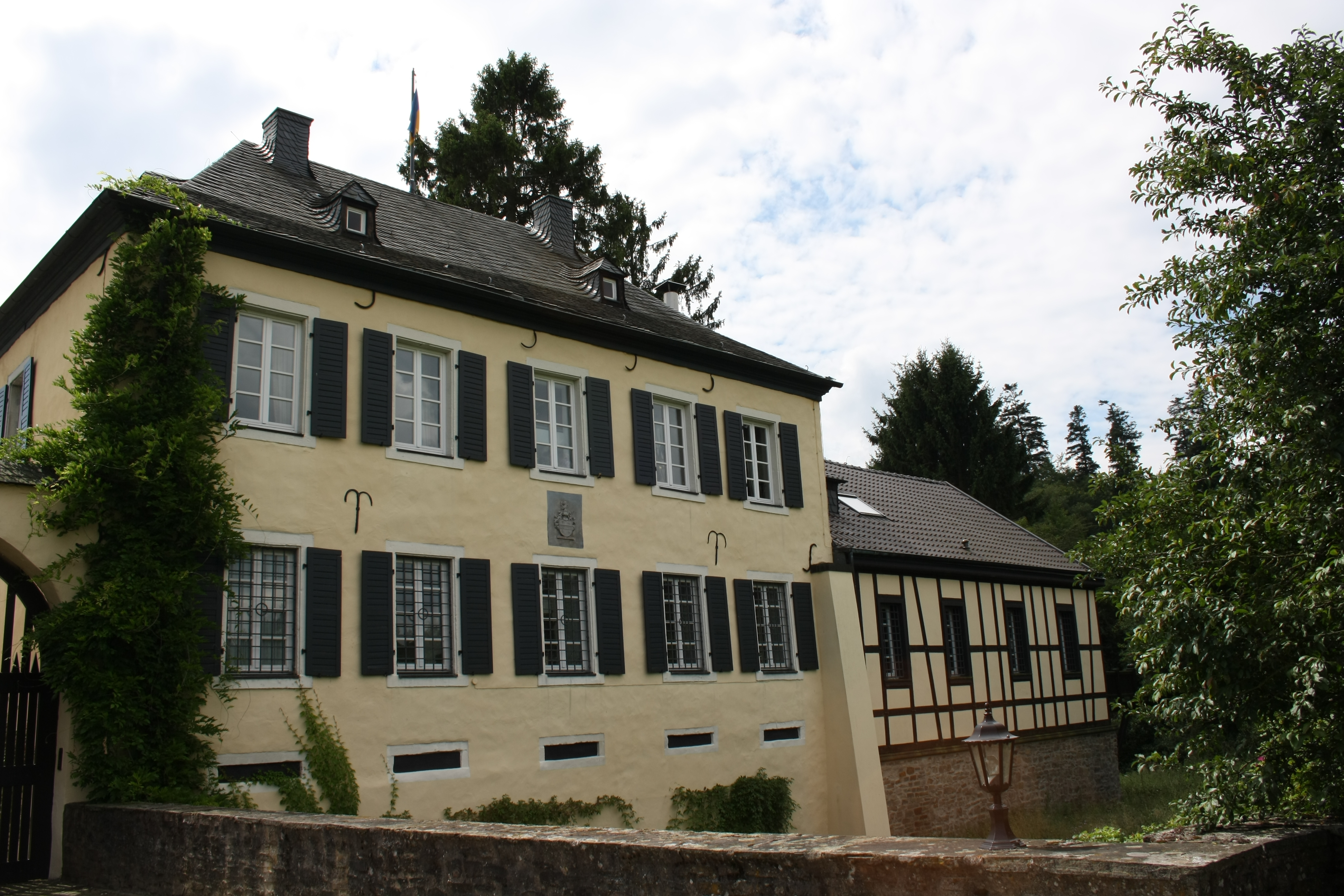
Schloss Vischel

Das Schloss Vischel, oft auch als Burg Vischel oder Haus Vischel bezeichnet, ist ein Wasserschloss im Ortsteil Vischel der Ortsgemeinde Berg im Landkreis Ahrweiler (Rheinland-Pfalz). Es liegt oberhalb des Vischelbachtals zwischen Berg und dem Altenahrer Ortsteil Kreuzberg.
Das im Privatbesitz befindliche Schloss steht unter Denkmalschutz.

## Geschichte
Das heutige Schloss Vischel geht möglicherweise zurück auf eine Wasserburg aus dem 9. Jahrhundert. Im Prümer Urbar, einem Güterverzeichnis der Abtei Prüm aus dem Jahr 893, sind in Vischel (Wizssele) umfangreiche Güter mit einem Herrenhof aufgeführt. Im 11. Jahrhundert trat die Abtei ihre Güter in Vischel im Tausch an die Grafen von Are ab. Die Burg Vischel wurde 1115 zerstört. Am 23. April 1133 starb Embrico von Vischel, der Ministeriale von Graf Diederik von Are war, im Kloster Rode. Im Jahr 1246 fiel der Besitz durch Schenkung an das Erzstift Köln, das bis zur Einnahme des Linken Rheinufers durch französische Revolutionstruppen (1794) und der späteren Annexion des Gebietes Eigentümer blieb. Ab 1364 waren die Herren von Gymnich Lehnsnehmer auf Vischel.
Das heutige Wasserschloss, möglicherweise auf den alten Fundamenten stehend, wurde um 1829 errichtet. Das herrschaftliche Wohnhaus besitzt fünf Achsen mit einem Mittelrisalit zur Hofseite hin. Da das Anwesen von den damaligen Herren seit Anfang des 20. Jahrhunderts nicht mehr selbst bewohnt wurde, war es verpachtet und wurde bis 1983 zusammen mit den umgebenden Wiesen und Feldern für die Landwirtschaft genutzt. Über die Grafen Wolff-Metternich kam das Schloss, zusammen mit Schloss Gymnich, an den Grafen Rudolf de Maistre und nach seinem Tod 1968, an die Freiherren Holzschuher von Harrlach, ein altes Nürnberger Patriziergeschlecht, das Gymnich 1987 veräußerte, aber Haus Vischel bis heute bewohnt.
Seit 1984 wurde der Hof aufwändig restauriert. Die Stallungen und Scheunen wurden unter Beibehaltung der alten Fassaden umgebaut, Silos und Gerätehaus abgerissen. Das Herrenhaus wurde für die Unterbringung von Gästen und Festgesellschaften hergerichtet. Insgesamt dient das Anwesen heute mehr repräsentativen Zwecken.
Der ehemalige Wassergraben ist schon seit Anfang des letzten Jahrhunderts ohne Wasser und besitzt einen üppigen Pflanzenbewuchs. An der Schlossfassade sind drei Wappen angebracht: Das der Familien de Maistre und von Gymnich sowie das des Hauses Wolff-Metternich.

## Herrschaft Vischel
Zur Herrschaft Vischel, auch Herrlichkeit Vischel, gehörten die Ortschaften Berg, Häselingen, Ober- und Unterkrälingen, Vellen und Vischel mit der Burg Vischel und den Höfen Springhof, Tungenburgerhof und Weißerath. Sie war bis Ende des 18. Jahrhunderts eine Unterherrschaft des Kurfürstentums Köln und Teil des Amtes Altenahr.